# Wladimir Wassiljewitsch Wolkow
Wladimir Wassiljewitsch Wolkow (russisch Владимир Васильевич Волков, engl. Transkription Vladimir Volkov; * 7. März 1921 in Moskau; † 1986) war ein sowjetischer Zehnkämpfer und Weitspringer.
1949 gewann er bei den Weltfestspielen der Jugend und Studenten Silber im Weitsprung und im Zehnkampf.
Im Zehnkampf wurde er bei den Leichtathletik-Europameisterschaften 1950 in Brüssel Sechster und siegte bei den Weltfestspielen der Jugend und Studenten 1951. Bei den Olympischen Spielen 1952 in Helsinki wurde er Vierter, und bei den Weltfestspielen der Jugend und Studenten 1953 verteidigte er seinen Titel.
Viermal wurde er Sowjetischer Meister im Zehnkampf (1947, 1949, 1951, 1952).

## Persönliche Bestleistungen
- Weitsprung: 7,46 m, 26. August 1952, Leningrad
- Zehnkampf: 7365 Punkte, 26. Juli 1952, Helsinki